# 钟焕清
钟焕清（1955年—），广东高州人，汉族，中华人民共和国政治人物、第十一届全国人民代表大会广东地区代表。
毕业于湛江医学院医疗系医疗专业，是中共党员。担任高州市人民医院院长。2008年起担任全国人大代表。